# Trappistinnenkloster Juigalpa
Das Trappistinnenkloster Juigalpa ist seit 2001 ein Kloster der Trappistinnen in Santo Tomás im Bistum Juigalpa in Nicaragua.

## Geschichte
Die argentinische Trappistinnenabtei Hinojo gründete 2001 in Santo Tomás (Departamento Chontales) das Kloster Monasterio Santa Maria de la Paz („Maria Frieden“), das 2009 zum Priorat erhoben wurde. Gründungsbischof im Bistum Juigalpa war Bernhard Hombach. Die Klosterkirche wurde 2003 eingeweiht.
Oberinnen:
- Stella Venezia (2001–2016)
- Fabiana Barrera (2017–)